# Тихоголос південний
Тихоголос південний (Arremon semitorquatus) — вид горобцеподібних птахів родини Passerellidae. Ендемік Бразилії.

## Поширення і екологія
Південний тихоголос мешкає в субтропічних і тропічних вологих рівнинних лісах південного сходу Бразилії на висоті до 1000 м над рівнем моря.